# جونا سنیلاگاکالی
جونا سنیلاگاکالی (انگلیسی: Jona Senilagakali؛ زاده ۸ نوامبر ۱۹۲۹ – درگذشته ۲۶ اکتبر ۲۰۱۱) سیاست‌مدار اهل فیجی بود. وی از ۵ دسامبر ۲۰۰۶ تا ۴ ژانویه ۲۰۰۷ نخست‌وزیر فیجی بود.
جونا سنیلاگاکالی در ۲۶ اکتبر ۲۰۱۱، در سن ۸۱ سالگی درگذشت.